# 杉江松恋
杉江 松恋（すぎえ まつこい、1968年10月30日 - ）は、日本のライター・文芸評論家・書評家。東京都府中市出身。

## 経歴
父は私立高校に勤務していた。東京都立国立高等学校を経て、慶應義塾大学文学部人間関係学科人間科学専攻卒業。在学中は、慶應義塾大学推理小説同好会に所属。
川出正樹・村上貴史・霜月蒼・古山裕樹らと創作集団「逆密室」に所属。他に「ヴィンテージ・ミステリ・クラブ」代表としてもファンジンを発行。
大学卒業後は携帯電話メーカーで企画営業や人事の仕事をしていたが、10年で退社。おもに推理小説などの書評や寄稿を中心に活動している。また、映画のノベライズも手掛けている。日本推理作家協会および本格ミステリ作家クラブ会員。翻訳ミステリー大賞シンジケート管理人も務めている。
『バトル・ロワイアルII 鎮魂歌』ノベライズ版の献辞部分に「押井守に捧ぐ（M.Oに捧ぐ 表記）」と書くほどの押井狂。
2015年、『路地裏の迷宮捜査』で第68回日本推理作家協会賞（評論その他の部門）候補。
熱心な演芸ファンでもあり、神田松之丞（現 6代目神田伯山）の初の単行本『絶滅危惧職、講談師を生きる』（2017年10月、新潮社）では聞き手を務めたり、2014年から18年にかけてcafe livewire 電撃座（東京・新宿）で落語会をプロデュースしている。
2025年、『日本の犯罪小説』で第25回本格ミステリ大賞（評論・研究部門）候補、第78回日本推理作家協会賞（評論・研究部門）受賞。

## 作品リスト

### 著書
- 『バトル・ロワイヤルII 外伝 3-B 42 students』（2005年2月 太田出版）
- 『僕のきっかけ ひまわりと子犬の7日間・一也の場合』（2013年1月 MF文庫ダ・ヴィンチ） - 監修：平松恵美子
- 『路地裏の迷宮踏査』（2014年6月 東京創元社〈Key library〉）
- 『そうだったのか!?ドラマ『臨床犯罪学者 火村英生の推理』 〈火村＆アリス〉シリーズが10倍面白くなる本』 (2016年7月 幻冬舎plus＋〈電子書籍〉)
- 『ある日うっかりPTA』（2017年4月 KADOKAWA）
- 『浪曲は蘇る 玉川福太郎と伝統話芸の栄枯盛衰』（2022年1月 原書房）
- 『芸人本書く派列伝』（2024年9月 原書房）
- 『日本の犯罪小説』（2024年10月 光文社）

### 共著
- 『バカミスの世界 史上空前のミステリガイド』（2001年11月 ビーエスピー）  - 編：小山正とバカミステリーズ、共著：小山正、福井健太、霜月蒼
- 『バトル・ロワイアルII 鎮魂歌』（2003年6月 太田出版） - 脚本：深作健太、木田紀生、原案：高見広春
- 『浪人街外伝』（2004年6月 宝島社文庫） - 共著：霞流一、監修：マキノノゾミ
- 『同じ月を見ている』（2005年12月 小学館文庫） - 原作：土田世紀
- 『トーキョー・アンダー』（2006年6月 グラフィック社） - 写真：内山英明
- 『ひとりぎみ 太子堂純物語』（2006年4月 ヴィレッジブックスedge） - 原案：ラムジ、井上卓
- 『口裂け女 Novel from the movie』（2007年3月 富士見書房） - 脚本：横田直幸、白石晃士
- 『外事警察 その男に騙されるな』（2012年5月 イースト・プレス） - 原案：麻生幾、脚本：古沢良太
- 『東海道でしょう!』（2013年7月 幻冬舎文庫） - 共著：藤田香織
- 『ウロボロス ORIGINAL NOVEL イクオ篇』（2014年11月 新潮文庫nex） - 原作：神崎裕也
- 『ウロボロス ORIGINAL NOVEL タツヤ篇』（2014年11月 新潮文庫nex） - 原作：神崎裕也
- 『ウロボロス ORIGINAL NOVEL 署長暗殺事件篇』（2015年7月 新潮文庫nex） - 原作：神崎裕也
- 『桃月庵白酒と落語十三夜』（2016年9月 KADOKAWA） - 著：桃月庵白酒、聞き手：杉江松恋
- 『絶滅危惧職、講談師を生きる』（2017年10月 新潮社 / 2019年11月 新潮文庫）- 著：神田松之丞、聞き手：杉江松恋
- 『本格ミステリの本流 本格ミステリ大賞20年を読み解く』（2020年12月 南雲堂） - 共著：浅木原忍、飯城勇三、乾くるみ、円堂都司昭、大森滋樹、佳多山大地、小森健太朗、千街晶之、千澤のり子、蔓葉信博、法月綸太郎、波多野健、諸岡卓真、渡邉大輔
- 『書評七福神が選ぶ、絶対読み逃せない翻訳ミステリベスト2011-2020』（2021年5月 書肆侃侃房） – 共著：杉江松恋、川出正樹、北上次郎、酒井貞道、霜月蒼、千街晶之、吉野仁
- 『スギエ×フジタのマルマル読書(1) 2010年9月-2012年8月』（2016年12月 幻冬舎plus+〈電子書籍〉） - 共著：杉江松恋、藤田香織
- 『スギエ×フジタのマルマル読書(2) 2012年9月-2014年8月』（2016年12月 幻冬舎plus+〈電子書籍〉） - 共著：杉江松恋、藤田香織
- 『スギエ×フジタのマルマル読書(3) 2014年9月-2016年8月』（2016年12月 幻冬舎plus+〈電子書籍〉） - 共著：杉江松恋、藤田香織
- 『100歳で現役！ 女性曲師の波瀾万丈人生』（2022年8月 光文社） - 著：玉川祐子、書き手：杉江松恋
- 『十四人の識者が選ぶ 本当に面白いミステリ・ガイド』（2023年7月 ele-king） - 監修：杉江松恋、執筆：荒岸来穂、小野家由佳、香月祥宏、川出正樹、酒井貞道、坂嶋竜、霜月蒼、千街晶之、野村ななみ、橋本輝幸、松井ゆかり、森本在臣、若林踏
- 『鶴女の恩返し 師匠田辺一鶴へ弟子鶴女が贈る涙と笑いの講談道』（扶桑社、2023年12月） - 著：桃川鶴女、聞き手：杉江松恋
- 『名探偵と学ぶミステリ 推理小説アンソロジー&ガイド』（2025年3月 早川書房） - 編著：杉江松恋、著：青崎有吾、阿津川辰海、楠谷佑、斜線堂有紀、辻真先、福田和代、水生大海

### 編著
- 『これだけは知っておきたい 名作ミステリー100』（2004年6月 フィールドワイ）
- 『これだけは知っておきたい 名作時代小説Best100』（2004年12月 フィールドワイ）
- 『これだけは読んでおきたい 名作時代小説100選』（2009年1月 アスキー新書）
- 『読み出したら止まらない! 海外ミステリーマストリード100』（2014年10月 日経文芸文庫）
- 『ミステリマガジン700 創刊700号記念アンソロジー 海外篇』（2014年4月 ハヤカワ・ミステリ文庫）
- 『BIBLIO MYSTERIES I』（2014年12月 ディスカヴァー・トゥエンティワン）
- 『BIBLIO MYSTERIES II』（2014年12月 ディスカヴァー・トゥエンティワン）
- 『BIBLIO MYSTERIES III』（2014年12月 ディスカヴァー・トゥエンティワン）
- 『日本ハードボイルド全集』（2021年4月 - 2023年9月 創元推理文庫 全7巻） - 共編：北上次郎、日下三蔵

### 解説
- 太田忠司『狩野俊介の冒険』（2000年10月 徳間文庫）
- 福永武彦『加田伶太郎全集 昭和ミステリ秘宝』（2001年2月 扶桑社文庫)
- 新世紀「謎」倶楽部 編『新世紀犯罪博覧会』（2001年3月 カッパ・ノベルズ）
- 岡田鯱彦『薫大将と匂の宮―昭和ミステリ秘宝』（2001年10月 扶桑社文庫）
- 多島斗志之『追憶列車』（2003年8月 角川文庫）
- 霞流一『スティームタイガーの死走』（2004年3月 角川文庫）
- 深谷忠記『佐渡・密室島の殺人』（2004年8月 徳間文庫）
- 若竹七海『死んでも治らない 大道寺圭の事件簿 オムニバス・ミステリー』（2005年1月 光文社文庫）
- 山田正紀『渋谷一夜物語（シブヤンナイト）』（2005年10月 集英社文庫）
- 岩井志麻子『合意情死（しんぢゆう）』（2005年9月 角川ホラー文庫）
- 志水辰夫『生きいそぎ』（2006年2月 集英社文庫）
- リチャード・ベン・サピア（新谷寿美香 訳）『キリストの遺骸〈下〉』（2006年5月 扶桑社ミステリー文庫）
- ジェイムズ・エルロイ（田村義進 訳）『獣どもの街』（2006年10月 文春文庫）
- D・K・ウィップル / ファーガス・ヒューム（横溝正史 訳）『横溝正史翻訳コレクション 鐘乳洞殺人事件 / 二輪馬車の秘密 昭和ミステリ秘宝』（2006年12月 扶桑社文庫）
- ジム・トンプスン（三川基好 訳）『荒涼の町』（2007年3月 扶桑社ミステリー文庫）
- 伊坂幸太郎『グラスホッパー』（2007年6月 角川文庫）
- 宮部みゆき『誰か Somebody』（2007年12月 文春文庫）
- 阿佐田哲也『ヤバ市ヤバ町雀鬼伝 三〇〇分一本勝負 阿佐田哲也コレクション』（2008年2月 小学館文庫）
- 石田衣良『ブルータワー』（2008年3月 徳間文庫）
- 柄刀一『ゴーレムの檻 三月宇佐見のお茶の会』（2008年3月 光文社文庫）
- 山田正紀『贋作ゲーム』（2008年12月 扶桑社文庫）
- 森博嗣『スカイ・イクリプス』（2009年2月 中公文庫）
- 江戸川乱歩『灰色の巨人』（2009年5月 ポプラ文庫クラシック）
- 飴村行『粘膜蜥蜴』（2009年8月 角川ホラー文庫）
- 山口雅也『日本推理作家協会賞受賞作全集81 日本殺人事件』（2009年6月 双葉文庫）
- 馳星周『古惑仔（チンピラ）』（2009年7月 角川文庫）
- 藤原審爾『新宿生餌 新宿警察4』（2009年11月 双葉文庫）
- 道尾秀介『骸の爪』（2009年9月 幻冬舎文庫）
- 大村友貴美『挽村の殺人』（2009年9月 角川文庫）
- 鯨統一郎『白骨の語り部 作家六波羅一輝の推理』（2009年10月 中公文庫）
- 本格ミステリ作家クラブ 編『珍しい物語のつくり方』（2010年1月 講談社文庫）
- 今野敏『38口径の告発』（2010年3月 朝日文庫）
- 池上永一『ぼくのキャノン』（2010年3月 角川文庫）
- 藤ダリオ『出口なし』（2010年4月 角川ホラー文庫）
- 北森鴻『暁英 贋説・鹿鳴館』（2010年4月 徳間書店 / 2011年3月 徳間文庫）
- 有川浩『クジラの彼』（2010年6月 角川文庫）
- 大沢在昌『Kの日々』（2010年6月 双葉文庫）
- 川端裕人『てのひらの中の宇宙』（2010年6月 角川文庫）
- 黒田研二『ふたり探偵 寝台特急「カシオペア」の二重密室』（2010年7月 光文社文庫）
- 中島らも&ミスター・ヒト『クマと闘ったヒト』(2010年8月 MF文庫）
- 三津田信三『災園』（2010年9月 光文社文庫）
- 恩田陸『いのちのパレード』（2010年10月 実業之日本社文庫）
- 誉田哲也『妖の華』（2010年11月 文春文庫）
- 新堂冬樹『溝鼠』（2011年2月 幻冬舎文庫）
- 高殿円『カミングアウト』（2011年2月 徳間文庫）
- 朝倉かすみ『好かれようとしない』（2011年2月 講談社文庫）
- 近藤史恵『寒椿ゆれる 猿若町捕物帳』（2011年3月 光文社時代小説文庫）
- 笹本稜平『サハラ』（2011年4月 徳間文庫）
- ジョン・J・ラム（阿尾正子 訳）『嘆きのテディベア事件』（2011年4月 創元推理文庫）
- サタミシュウ『恋するおもちゃ』（2011年5月 角川文庫）
- 逢坂剛『おれたちの街』（2011年6月 集英社文庫）
- 新堂冬樹『ブラック・ローズ』（2011年8月 幻冬舎文庫）
- 山口雅也『モンスターズ』（2011年8月 講談社文庫）
- 綾辻行人『殺人鬼 覚醒篇』（2011年8月 角川文庫）
- 吉来駿作『赤い糸』（2011年10月 幻冬舎文庫）
- 永嶋恵美『明日の話はしない』（2011年10月 幻冬舎文庫）
- 香納諒一『刹那の街角 捜査一課中本班の事件ファイル』（2011年11月 徳間文庫）
- 宮部みゆき『名もなき毒』（2011年12月 文春文庫）
- 近藤史恵『モップの魔女は呪文を知ってる』（2011年12月 実業之日本社文庫）
- 新堂冬樹『毒虫VS.溝鼠』（2011年12月 幻冬舎文庫）
- ミネット・ウォルターズ（成川裕子 訳）『破壊者』（2011年12月 創元推理文庫）
- 池永陽『花淫れ』（2012年1月 角川文庫）
- 赤川次郎『三毛猫ホームズの恋占い』（2012年3月 角川文庫）
- 川端裕人『風のダンデライオン 銀河のワールドカップガールズ』（2012年3月 集英社文庫）
- 貴志祐介『鍵のかかった部屋』（2012年4月 角川文庫）
- 真保裕一『奪取』（2012年6月 双葉文庫）
- 初野晴『空想オルガン』（2012年7月 角川文庫）
- 歌野晶午『密室殺人ゲーム2.0』（2012年7月 講談社文庫）
- 岡嶋二人『焦茶色のパステル』（2012年8月 講談社文庫）
- 石田衣良『PRIDE 池袋ウェストゲートパーク10』（2012年9月 文春文庫）
- アルネ・ダール（ヘレンハルメ美穂 訳）『靄の旋律 国家刑事警察特別捜査班』（2012年9月 集英社文庫）
- 深町秋生『ダブル』（2012年10月 幻冬舎文庫）
- 望月守宮『無貌伝 双児の子ら』（2012年10月 講談社文庫）
- 船戸与一『夢は荒れ地を』（2012年10月 集英社文庫）
- ジョン・グリシャム（白石朗 訳）『自白』（2012年10月 新潮文庫）
- 高田崇史『毒草師 白蛇の洗礼』（2012年11月 朝日文庫）
- 小川勝己『ゴンベン』（2012年12月 実業之日本社文庫）
- 姉小路祐『見当たり捜査25時 大阪府警通天閣署分室』（2012年12月 徳間文庫）
- 鯨統一郎『今宵、バーで謎解きを』（2013年1月 光文社文庫）
- グラント・ジャーキンス（二宮磬 訳）『あの夏、エデンロードで』（2013年1月 文春文庫）
- 福井晴敏『人類資金4』（2013年1月 講談社文庫）
- 海堂尊『モルフェウスの領域』（2013年6月 角川文庫）
- 松井今朝子『吉原十二月』（2013年6月 幻冬舎時代文庫）
- 有栖川有栖『長い廊下がある家』（2013年7月 光文社文庫）
- 伊与原新『お台場アイランドベイビー』（2013年9月 角川文庫）
- マイ・シューヴァル&ペール・ヴァールー（柳沢由実子 訳） 『刑事マルティン・ベック 笑う警官』（2013年9月 角川文庫）
- ハーラン・コーベン（田口俊樹 訳）『ステイクロース』（2013年9月 ヴィレッジブックス）
- 西澤保彦『狂う』（2013年10月 幻冬舎文庫）
- 詠坂雄二『リログラシスタ』（2013年12月 光文社文庫）
- カール・ハイアセン（田村義進 訳）『これ誘拐だよね？』（2014年1月 文春文庫）
- 久保寺健彦『ハロワ!』（2014年3月 集英社文庫）
- ジョー・ネスボ（戸田裕之 訳）『ザ・バット 神話の殺人』（2014年8月 集英社文庫）
- 馳星周『殉狂者』（2014年9月 角川文庫）
- マーサ・グライムズ（山本俊子 訳）『「禍いの荷を負う者」亭の殺人』（2014年10月 文春文庫）
- カミラ・レックバリ（高山クラーソン陽子 訳）『霊の棲む島』（2014年10月 集英社文庫）
- ローレンス・ブロック（田口俊樹 訳）『殺し屋ケラーの帰郷』（2014年10月 二見文庫）
- 東山彰良『ミスター・グッド・ドクターを探して』（2014年11月 幻冬舎文庫）
- 永瀬隼介『傷だらけの拳 道場2』（2014年11月 角川文庫）
- 夢枕獏『新魔獣狩り完結篇 倭王の城』（2014年12月 祥伝社文庫）
- 赤川次郎『死者に送る入院案内』（2014年12月 実業之日本社文庫）
- 東川篤哉『謎解きはディナーのあとで 3』（2015年1月 小学館文庫）
- 北國浩二『ブラッドショット 横浜市警第3分署』（2015年2月 徳間文庫）
- 神家正成『深山の桜』（2015年3月 宝島社）
- 赤川次郎『三毛猫ホームズの仮面劇場』（2015年5月 角川文庫）
- スペンサー・クイン（古草秀子 訳）『助手席のチェット』（2015年5月 創元推理文庫）
- 沖田×華『蜃気楼家族1』（2015年6月 幻冬舎文庫）
- ニック・ハーカウェイ（黒原敏行 訳）『エンジェルメイカー』（2015年6月 ハヤカワ・ポケット・ミステリ）
- 愛川晶『高座の上の密室』（2015年6月 文春文庫）
- 深見真『ライフルバード 狙撃捜査』（2015年8月 ハルキ文庫）
- 石持浅海『届け物はまだ手の中に』（2015年10月 光文社文庫）
- ピエール・ルメートル（橘明美 訳）『悲しみのイレーヌ』（2015年10月 文春文庫）
- 立川談四楼『談志が死んだ』（2015年10月 新潮文庫）
- ジェフリー・ディーヴァー（池田真紀子 訳）『バーニング・ワイヤー』（2015年11月 文春文庫）
- 折原一『グランドマンション』（2015年11月 光文社文庫）
- 加藤シゲアキ『閃光スクランブル』（2015年11月 角川文庫）
- 堂場瞬一『ラスト・コード』（2015年11月 中公文庫）
- 法月綸太郎『ノックス・マシン』（2015年11月 角川文庫）
- 佐々木譲『代官山コールドケース』（2015年12月 文春文庫）
- 平山夢明『暗くて静かでロックな娘』（2015年12月 集英社文庫）
- ダヴィド・ラーゲルクランツ（ヘレンハルメ美穂 羽根由 訳）『ミレニアム 4 蜘蛛の巣を払う女』（2015年12月 早川書房）
- ドン・ウィンズロウ（青木創 国弘喜美代 訳）『報復』（2015年12月 角川文庫）
- 長沢樹『夏服パースペクティヴ』（2015年12月 角川文庫）
- 深町秋生『バッドカンパニー』（2016年1月 集英社文庫）
- ジェイムズ・ヒルトン（白石朗 訳）『チップス先生、さようなら』（2016年1月 新潮文庫）
- フェルディナント・フォン・シーラッハ（酒寄進一 訳）『罪悪』（2016年2月 創元推理文庫）
- 平安寿子『心配しないで、モンスター』（2016年2月 幻冬舎文庫）
- 桜庭一樹『このたびはとんだことで 桜庭一樹奇譚集』（2016年2月 文春文庫）
- 北森鴻・浅野里沙子『天鬼越 蓮丈那智フィールドファイルV』（2016年3月 新潮文庫）
- 宮部みゆき『ペテロの葬列』（2016年4月 文春文庫）